# 瑞雲院 (足利高基室)
瑞雲院（ずいうんいん、? - 享禄5年（1532年））は、下野国の戦国大名宇都宮成綱の娘。『寛政重修諸家譜』では、宇都宮下野守正綱の娘とする。古河公方足利高基に嫁いだ。上杉憲広（足利晴直）、足利晴氏の生母。
父・宇都宮成綱が古河公方の威光を利用して下野宇都宮氏の勢力を拡大させるために足利高基に嫁がせた。
永正3年（1506年）、夫・高基が、高基の父・足利政氏と対立すると、瑞雲院の父・宇都宮成綱は古河公方の争い（永正の乱）に介入し、同盟を結んでいる結城政朝とともに足利高基を支持し、政氏方についた諸将との対立を深めていく。

## 「天海の母」説
南光坊天海の出自のひとつに、足利高基と瑞雲院の子という説（宇都宮一族説）がある。「宇都宮系図」（『下野国誌』所収）では、宇都宮成綱の娘に「高基室」がおり、「左兵衛督晴氏及宮原左馬頭晴真〔ママ〕大僧正天海等之母」との記述があり、続けて「享禄三年庚寅十月七日天海誕生而後逝去」としている。また、「芳賀・小宅系図」においても、宇都宮成綱の娘の一人に「高基室」がおり、「左兵衛督晴氏及宮原左馬頭晴直・大僧正天海等之母」との記述がある。
天海が慶長18年（1613年）に家康より日光山貫主を拝命し、本坊・光明院を再興した際に揉めごとがなかったのは、天海が古河公方の末裔あるいは宇都宮一族だった可能性があったからすんなり迎え入れられたとする説もある。